# Naturreservat Fischbacher Moos
Das  Naturreservat Fischbacher Moos ist ein Schutzgebiet im Schweizer Kanton Aargau.

## Lage
Das Naturreservat Fischbacher Moos liegt südlich der Ortschaft Fischbach in der Gemeinde Fischbach-Göslikon und westlich von Bremgarten in der Moränenlandschaft am westlichen Rand des Reusstals. Das Gebiet liegt auf rund 400 m ü. M.

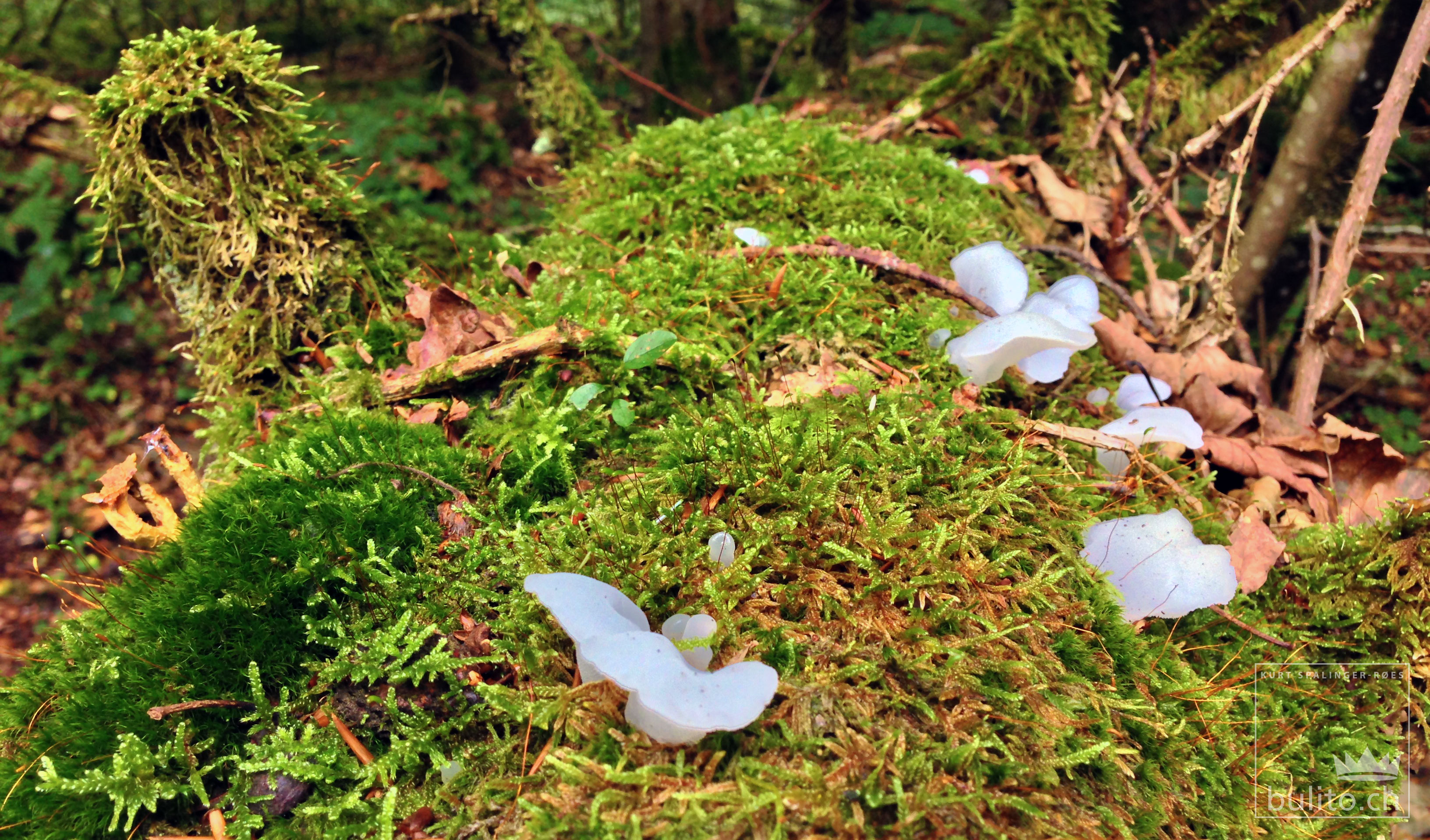
Pflanzenschicht im Hochmoor

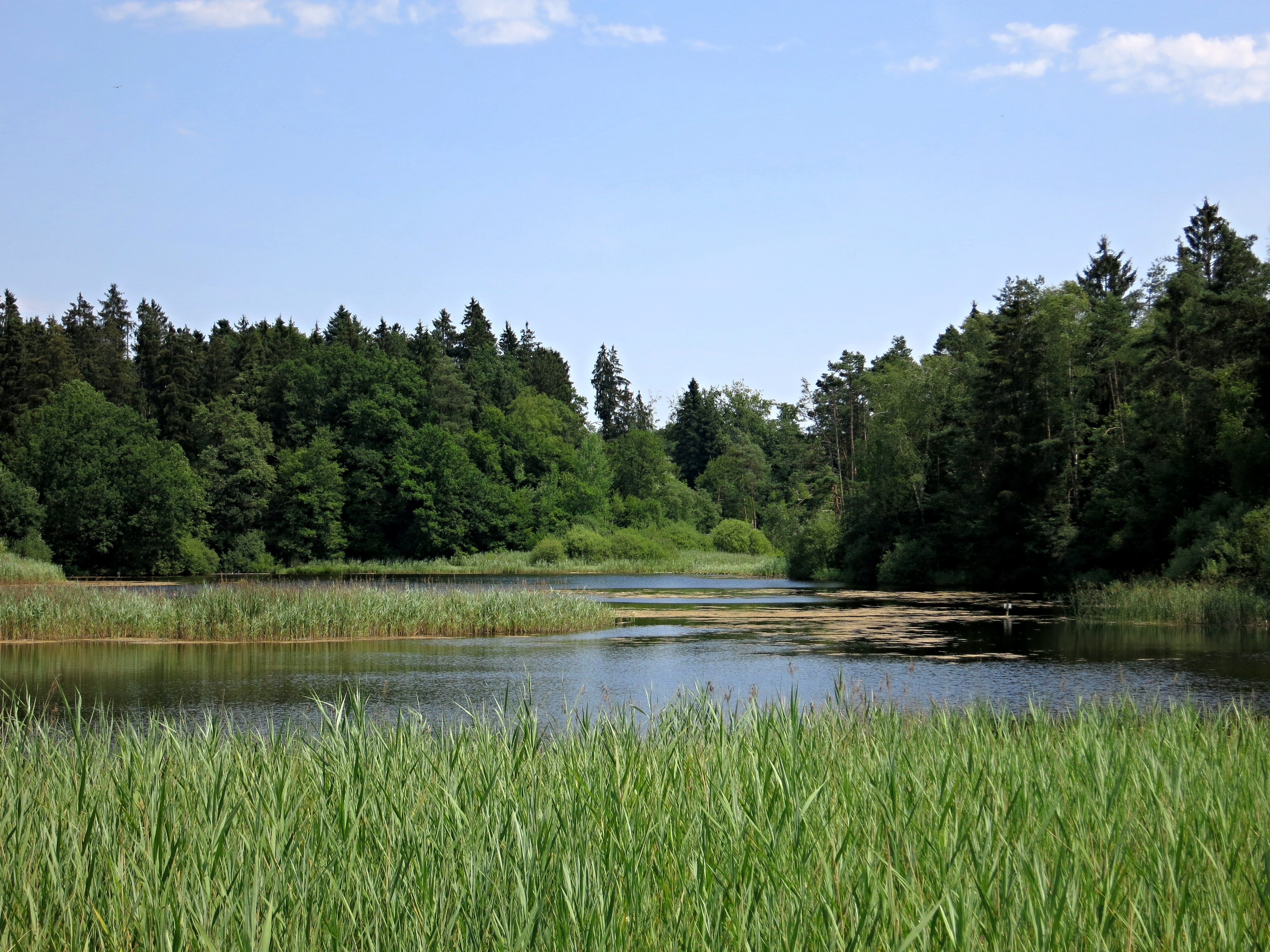
Moosweiher beim Fischbacher Moos

Das Fischbacher Moos ist ein Hochmoor; es zählt zu den Moorgebieten von nationaler Bedeutung (Schutzobjekt-Nr. 83) und ist eines von nur zwei noch vorhandenen Hochmooren im Kanton Aargau. Die Fläche des Fischbacher Hochmoors beträgt ca. 0,3 Hektar. Es stellt den Rest einer ursprünglich grösseren Moorlandschaft dar, die im 20. Jahrhundert durch Torfabbau zum grössten Teil zerstört wurde.
Unmittelbar neben dem Hochmoor liegt auf der Nordwestseite der «Fischbacher Moosweiher», ein kleiner See, der umgangssprachlich auch einfach «Mösli» genannt wird. Dessen Umgebung bildet ebenfalls ein Schutzgebiet, das rund 7,8 Hektar grosse Naturschutzgebiet Fischbacher Moos (Schutzobjekt Nummer 2769). Der See ist 300 Meter lang und 100 Meter breit und nur maximal drei Meter tief. Die Mulde dürfte durch Toteis des Reussgletschers am Ende der letzten Eiszeit entstanden sein. Seine Ausdehnung verdankt er wohl der Torfgewinnung. Der See und das umliegende Feuchtgebiet sind ein wertvolles Biotop für Amphibien und Vögel.
Durch das Hochmoor-Reservat und rund um den See führen Fusspfade. Das «Mösli» ist ein viel besuchtes Naherholungsgebiet. Die Fischenz im Moosweiher ist im Besitz der Ortsbürgergemeinde Fischbach-Göslikon.